# Tetragoneura borgmeieri
Tetragoneura borgmeieri är en tvåvingeart som beskrevs av Edwards 1932. Tetragoneura borgmeieri ingår i släktet Tetragoneura och familjen svampmyggor. Inga underarter finns listade i Catalogue of Life.